# Pataskala
Pataskala ist eine City im Licking County, Ohio in den Vereinigten Staaten von Amerika. Im Jahr 2020 hatte sie 17.886 Einwohner.

## Geographie
Dem United States Census Bureau gemäß hat die Stadt eine Fläche von 73,9 km², wovon 0,1 km² (0,4 mi²) Wasserfläche sind.

## Bevölkerungsentwicklung
Nach der Volkszählung im Jahr 2000 lebten hier 10.249 Menschen in 3922 Haushalten und 2914 Familien. Die Bevölkerungsdichte betrug 138,8 Einwohner pro km². Ethnisch betrachtet setzte sich die Bevölkerung zusammen aus 94,58 % weißer Bevölkerung, 2,96 % Afroamerikanern, 0,34 % amerikanischen Ureinwohnern, 0,54 % Asiaten, 0,01 % Bewohnern aus dem pazifischen Inselraum und 0,56 % aus anderen ethnischen Gruppen. 1,02 % stammten von zwei oder mehr Rassen ab. 1,01 % der Bevölkerung waren spanischer oder latein-amerikanischer Abstammung.
Von den 3922 Haushalten hatten 38,10 % Kinder und Jugendliche unter 18 Jahre, die bei ihnen lebten. 59,90 % waren verheiratete, zusammenlebende Paare, 10,70 % waren allein erziehende Mütter, 25,70 % waren keine Familien, 20,90 % bestanden aus Singlehaushalten und in  7,80 % lebten Menschen im Alter von 65 Jahren oder darüber. Die Durchschnittshaushaltsgröße betrug 2,59 und die durchschnittliche Familiengröße lag bei 3,00 Personen.
In der Stadt bezogen setzte sich die Bevölkerung zusammen aus 27,80 % Einwohnern unter 18 Jahren, 7,10 % zwischen 18 und 24 Jahren, 32,80 % zwischen 25 und 44 Jahren, 22,70 % zwischen 45 und 64 Jahren und  9,50 % waren 65 Jahre alt oder darüber. Das Durchschnittsalter betrug 34 Jahre. Auf 100 weibliche Personen kamen 95,7 männliche Personen. Auf 100 Frauen im Alter von 18 Jahren oder darüber kamen statistisch 92,7 Männer.
Das jährliche Durchschnittseinkommen eines Haushalts betrug 51.684 USD, das Durchschnittseinkommen der Familien betrug 58.021 USD. Männer hatten ein Durchschnittseinkommen von 39.322 USD, Frauen 30.628 USD. Das Prokopfeinkommen betrug 23.099 USD.  5,00 % der Familien und  5,40 % der Bevölkerung lebten unterhalb der Armutsgrenze. Davon waren  4,50 % Kinder oder Jugendliche unter 18 Jahre und 9,20 % waren Menschen über 65 Jahre.